# BTS - Bangkok Traffic (Love) Story
BTS - Bangkok Traffic (Love) Story (バンコク・トラフィック・(ラヴ) ストーリー、英語: Bangkok Traffic (Love) Story、タイ語: รถไฟฟ้า มาหานะเธอ、RTGS: Rot Fai Fa Ma Ha Na Thoe) はタイのロマンティックコメディ映画。映画は2009年10月15日に GTHより公開された。監督は Adisorn Tresirikasem 脚本は ナワポン・タムロンラタナリット。 友人がみな結婚したことで焦っている30歳の女性、メイ・リー (Cris Horwang) と、BTSスカイトレインのエンジニアであるルン (Theeradej Wongpuapan) の関係を描いた映画である。BTSスカイトレイン開業10周年を記念して作られた映画であり、英題やタイ語のタイトルに関連の名が拝借されているほか、物語の中ではBTSが多く露出する。
映画は筋書きがゆるいとして批判もあったものの、バンコク在住の若い中流女性の一般的な特徴に共感するとも評された。映画は興行的には成功し、5千7百万バーツを最初の週末までに売り上げ、最初の4週で1億4千万バーツ以上を売り上げた。

## あらすじ
ペット (Panisara Pimpru) の結婚式の晩、彼女の親友であるメイ・リー、もしくはリー (Cris Horwang) はワインの飲み過ぎで泥酔し、ペットの宿泊するホテルの部屋で眠り込んでしまう。早朝に目を覚ましたリーは、車で帰宅しようとするが交通事故を起こしてしまい、そこでルン (Theeradej Wongpuapan) に出会う。家に帰ったリーは家族に叱責され、父に運転を禁じられる。そのためリーは勤務先に公共交通機関を使って出勤せざるを得なくなる。
ある晩、リーは夜中に目が覚め、自宅の屋上に登る。そこで偶然家のメイドとそのボーイフレンドが逢引しているところに出くわす。メイドのボーイフレンドは自分の'おじさん'に連絡するが、やってきたのはルンだった。次にリーはBTSスカイトレインの駅でルンに会うが、そこでルンのサングラスを壊してしまう。リーはお詫びにサングラスを買い、自分の電話番号を箱に書き、'偶然'を装ってルンに新しいサングラスを渡す。ルンからの電話は待っても来ず、リーはルンが常連となっているレンタルビデオ店に行く。リーの隣人であるプレーン (Ungsumalynn Sirapatsakmetha) は、トリックを使ってルンの携帯電話番号を手に入れるが、リーにはその番号を教えず、同じレンタルビデオ店で働き出す。復讐として、リーはプレーンの携帯電話メッセージでプレーンのボーイフレンド3人を同時に呼び出す。そのときルンも来店し、呼び出されたボーイフレンドたちの喧嘩に巻き込まれ、偶然自分のノートPCを落としてしまう。
責任を感じたリーは、ルンのノートPCを修理するためペットの夫のところに持っていくが、彼にも修理することは出来なかった。リーはBTSの事務所に戻る。ルンは仕事からの帰り道にリーを見つけ、一緒にBTSに乗って帰宅への途につく。ルンはノートPCの鞄を捨て、リーはそれをゴミ箱から拾って家に帰る。鞄の中にはいろいろなものが入っていたが、その中にはネガフィルムも含まれていた。リーがそれをプリントしたところ、写っていたのはルンとゴップ・カヴィタ (Taksaorn Paksukjareon) の写真だった。ゴップは"天使の涙"という有名なテレビドラマの女優であり、ネガをプリントした写真店の主人はそれがわかってインターネットに写真を公開した。
リーはBTS車内で再びルンに会い、自分のせいで写真が暴露されたことを詫びるが、ルンは気にしなかった。ルンはリーに、ゴップが以前の恋人であること、時間的なすれ違いが続いて別れたことを話した。BTSがエカマイ駅についた時、リーはバンコクプラネタリウムで星を見ることを提案し、その展示内で、彗星が地球に近づいていることを知る。 リーはルンに、バンコクでその彗星を一緒に見ようと誘う。その後、タイ正月休みの直前に、ルンはリーに水かけ祭りに誘う。
水かけ祭りであるソンクラーン・フェスティバルにはプレーンも2人と一緒に参加し、そのせいでリーは楽しめない。リーはルンの住所を知る。そこはチャオプラヤー川沿いにあるゲストハウスだった。リーは着替えてルンに会いに行くが、ルンは眠っていた。リーはその隣で眠る。リーが目覚めた時、ルンは彼女にバンコクを周遊することを提案する。ルンはBTS社内で開かれる工場見学会、ファミリーデーにリーを誘う。ルンは写真を撮るが、リーはそのカメラを壊してしまう。
ファミリーデーの最中、リーは2日後にルンがドイツへと2年間の留学に出発することを知る。ルンは離れても恋人同士でいたいと願うが、リーはそれを受け入れず、2人はタークシン橋で別れる。ルンは自分がドイツに着いた時に開けるようにと、メイドのボーイフレンドを通じてリーに箱を贈る。中には最初に会った時の事故で落ちた車のサイドミラー、壊れたサングラス、壊れたノートPC、バンコクプラネタリウムのチケット、そして壊れたデジカメが入っていた。デジカメの中にはメモリーカードが残されており、リーはその写真を見る。彼女はスワンナプーム国際空港へ急ぐが、時は既に遅かった。その日、彗星は地球に最接近し、ルンは機上から、リーも同様に彗星を見ていた。
2年後、夜間勤務の仕事に出かける途中、リーは偶然ルンをBTSで見つける。ルンは昼間の勤務で働いており、バンコクへ数ヶ月前に戻ってきたのだった。2人はスクムビット線とシーロム線の乗り換え駅である、サイアム駅で電車を降りる。リーは乗り換えのため階段を降り、ルンを振り返ることはなかった。リーは電車に乗るが、その時停電が発生する。乗客は友達や家族に電車が止まったことを電話する。その時リーの電話が鳴る。ルンからだった。彼はもう一度ソンクラーンを祝うことを提案する。リーはその休日予定がないことを返答する。復電したとき、リーの横にはルンが立っていた。そして、ルンの携帯電話番号がリーの電話に伝えられたと教えた。

## 制作
BTS - Bangkok Traffic (Love) Story はBTSにスポンサードされており、映画にはBTSのシステムやインフラのメンテナンスに関するシーンが頻出する。映画はBTSの開業10周年記念でプロモートされている。映画のタイ語名である"ロットファイファー.. マハナトゥア"は邦訳すれば"電車..私に会いに来る"という意味であり、これはバンコク地下鉄MRTのタイ語呼称 "ロットファイファー・マハナコン"  (รถไฟฟ้ามหานคร) を元にした言葉遊びである。英名の頭文字を繋げるとBTSとなり、これはタイのスカイトレインシステムの略称でもある。

## 反響

### 批評家の反応
BTS - Bangkok Traffic (Love) Storyへの批評の多くは、欠陥はあるものの、適切に提供されており、主要な対象顧客であるバンコクの若い成人女性には満足いくというものであった。Manager Daily紙ではAphinan Bunrueangphanao が、この映画のチック・フリック要素について言及し、Theeradejの男優キャスティングが映画の魅力を増していると述べた。 さらに彼はCrisが主役としてユーモラスかつ大げさに都会の独身女性を演じた演技力があるとも述べたが、映画そのものの弱いプロットについても指摘した。 Nantakwang Sirasoontorn はKom Chad Luek紙で、この映画の最も核心的なテーマは完璧な男性に会いたいという女性の願望であると述べた。彼は、現代的なバンコクでの生活イメージとGTH社の周到なマーケティングキャンペーンがこの映画を成功に導いたとも述べた。彼はCrisの演技を賞賛するいっぽう、プロットの弱さについても指摘した。

### 売り上げ
BTS- Bangkok Traffic (Love) Story は公開直後からヒットし、公開日に1千510万バーツを稼ぎ出しそれまでの記録であったPhobia 2の記録1千490万バーツを越えた。そして、公開初週の週末に5千700万バーツの売り上げを記録した。 4週間で、映画は1億4千万バーツを売り上げ、GTHのFan Chanによる1億3千7百万バーツを抜き、2009年最大の売り上げ記録となった。

## 受賞
| Award                                | Category                                                       | Result     |
| ------------------------------------ | -------------------------------------------------------------- | ---------- |
| People's Choice Awards 2009          | Best Picture                                                   | 受賞       |
| People's Choice Awards 2009          | Best Actor (Theeradej Wongpuapan)                              | 受賞       |
| People's Choice Awards 2009          | Best Actress (Cris Horwang)                                    | 受賞       |
| 7th Kom Chad Luek Awards             | Best Picture                                                   | ノミネート |
| 7th Kom Chad Luek Awards             | Best Director                                                  | ノミネート |
| 7th Kom Chad Luek Awards             | Best Actress (Cris Horwang)                                    | 受賞       |
| Top Awards 2009                      | Best Picture                                                   | 受賞       |
| Top Awards 2009                      | Best Director                                                  | 受賞       |
| Top Awards 2009                      | Best Actress (Cris Horwang)                                    | ノミネート |
| Top Awards 2009                      | Best Actor (Theeradej Wongpuapan)                              | 受賞       |
| Top Awards 2009                      | Favourite Breakout Movie Actress (Ungsumalynn Sirapatsakmetha) | 受賞       |
| 7th Starpics Thai Film Awards        | Best Picture                                                   | 受賞       |
| 7th Starpics Thai Film Awards        | Best Actress (Cris Horwang)                                    | 受賞       |
| 3rd Chalerm Thai Awards              | Best Picture of the Year                                       | ノミネート |
| 3rd Chalerm Thai Awards              | Best Actor of the Year (Theeradej Wongpuapan)                  | ノミネート |
| 3rd Chalerm Thai Awards              | Best Actress of the Year (Cris Horwang)                        | 受賞       |
| 18th Bangkok Critics Assembly Awards | Best Director                                                  | ノミネート |
| 18th Bangkok Critics Assembly Awards | Best Actress (Cris Horwang)                                    | 受賞       |
| 18th Bangkok Critics Assembly Awards | Best Film Directing                                            | ノミネート |
| 18th Bangkok Critics Assembly Awards | Best Film Editing                                              | ノミネート |
| 18th Bangkok Critics Assembly Awards | Best Art Direction                                             | ノミネート |
| 18th Bangkok Critics Assembly Awards | The Highest-Grossing Film                                      | 受賞       |
| 19th Thai National Film Awards       | Best Actress (Cris Horwang)                                    | 受賞       |
| 19th Thai National Film Awards       | Best Costume Design                                            | ノミネート |
| 19th Thai National Film Awards       | Best Makeup                                                    | ノミネート |
| 3rd Nine Entertain Awards            | Best Picture of the Year                                       | ノミネート |
| 3rd Nine Entertain Awards            | Best Actress (Cris Horwang)                                    | ノミネート |
| 7th Hamburger Awards                 | Best Picture                                                   | ノミネート |
| 7th Hamburger Awards                 | Best Director                                                  | ノミネート |
| 7th Hamburger Awards                 | Best Actress (Cris Horwang)                                    | 受賞       |
| 7th Hamburger Awards                 | Best Supporting Actress (Ungsumalynn Sirapatsakmetha)          | ノミネート |
| 7th Hamburger Awards                 | Favourite Scene-Stealing Actor (Charlie Trairat)               | ノミネート |
| 7th Hamburger Awards                 | Favourite Scene-Stealing Actor (Sunny Suwanmethanont)          | ノミネート |
| 7th Hamburger Awards                 | Best Original Song                                             | ノミネート |